# Kanton Sainte-Anne
Kanton Sainte-Anne (francouzsky Canton de Sainte-Anne) byl francouzský kanton v departementu Martinik v regionu Martinik. Nacházela se v něm pouze obec Sainte-Anne. Zrušen byl v roce 2015.